# Liste der Kulturdenkmale in Zaberfeld
In der Liste der Kulturdenkmale in Zaberfeld sind Bau- und Kunstdenkmale der Gemeinde Zaberfeld verzeichnet, die im „Verzeichnis der unbeweglichen Bau- und Kunstdenkmale und der zu prüfenden Objekte“ des Landesamts für Denkmalpflege Baden-Württemberg verzeichnet sind. Dieses Verzeichnis ist nicht öffentlich und kann nur bei „berechtigtem Interesse“ eingesehen werden. Die folgende Liste ist daher nicht vollständig.
| Bild           | Bezeichnung                            | Lage                                      | Datierung                   | Beschreibung                                                                                           | ID |
| -------------- | -------------------------------------- | ----------------------------------------- | --------------------------- | --- | -- |
|                | Neues Pfarrhaus                        | Leonbronn, Friedhofstraße 35 (Karte)      |                             | Neues Pfarrhaus.                                                                                       | BW |
|                | Dannenhauersches Haus                  | Zaberfeld, Hauptstraße 15 (Karte)         | im Kern 16./17. Jahrhundert | Eingeschossiges Wohnhaus in Sichtfachwerk. Geschützt nach § 2 DSchG                                    |    |
| Weitere Bilder | Evangelische Pfarrkirche               | Leonbronn, Kirchgasse 9 (Karte)           | im Kern gotisch             | Pfarrkirche im Ortskern von Leonbronn mit Ummauerung und Zehntgerichtstisch. Geschützt nach § 28 DSchG |    |
|                | Altes Pfarrhaus                        | Leonbronn, Kirchgasse 15 (Karte)          |                             | Ehemaliges Pfarrhaus.                                                                                  |    |
|                | Gartenhaus                             | Zaberfeld, Leonbronner Straße (Karte)     | 19. Jahrhundert             | Gartenhaus mit dazugehöriger Gartenfläche und Teilen der alten Einfriedung Geschützt nach § 2 DSchG    | BW |
|                | Reisenmühle                            | Zaberfeld, Reisenmühle 1 (Karte)          | 18./19. Jahrhundert         | Mühle mit Stallscheune außerhalb des Ortes. Geschützt nach § 2 DSchG                                   | BW |
| Weitere Bilder | Evangelische Pfarrkirche St. Mauritius | Zaberfeld, Schloßberg 3 (Karte)           | 13. Jahrhundert             | Verputzte Saalkirche mit Satteldach und Spitzhauben-Turm. Geschützt nach § 28 DSchG                    |    |
| Weitere Bilder | Schloss Zaberfeld                      | Zaberfeld, Schloßberg 9 (Karte)           | 1587-1619                   | Renaissancebau mit Volutengiebel und repräsentativem Portal.                                           |    |
|                |                                        | Zaberfeld, Schloßberg 12 (Karte)          |                             | | BW |
|                | Hofanlage                              | Zaberfeld, Sonnengasse 2 (Karte)          | 18. Jahrhundert             | Hofanlage bestehend aus einem Wohnhaus mit rückwärtiger Scheune. Geschützt nach § 2 DSchG              | BW |
|                | Alte Kelter Leonbronn                  | Leonbronn, Sternenfelser Straße 3 (Karte) |                             | | BW |
|                | Grabhügelgruppe im Todtenwald          | Leonbronn (Karte)                         | vorgeschichtlich            | Vorgeschichtliche, tlw. sehr große Grabhügel. Geschützt nach § 12 DSchG                                | BW |